# العلاقات الأذربيجانية الكمبودية
العلاقات الأذربيجانية الكمبودية هي العلاقات الثنائية التي تجمع بين أذربيجان وكمبوديا.

## مقارنة بين البلدين
هذه مقارنة عامة ومرجعية للدولتين:
| وجه المقارنة                                              | أذربيجان        | كمبوديا                   |
| --------------------------------------------------------- | --------------- | ------------------------- |
| المساحة (كم2)                                             | 86.60 ألف       | 181.03 ألف                |
| عدد السكان (نسمة)                                         | 10.00 مليون     | 16.01 مليون               |
| الكثافة السكانية (ن./كم²)                                 | 115.47          | 88.44                     |
| العاصمة                                                   | باكو            | بنوم بنه                  |
| اللغة الرسمية                                             | اللغة الأذرية   | اللغة الخميرية            |
| العملة                                                    | مانات أذربيجاني | ريال كمبودي، دولار أمريكي |
| الناتج المحلي الإجمالي (بليون دولار)                      | 40.75 مليار     | 22.16 مليار               |
| الناتج المحلي الإجمالي (تعادل القوة الشرائية) بليون دولار | 171.56 مليار    | 54.37 مليار               |
| الناتج المحلي الإجمالي الاسمي للفرد دولار أمريكي          | 5.50 ألف        | 1.16 ألف                  |
| الناتج المحلي الإجمالي للفرد دولار أمريكي                 | 17.52 ألف       | 3.26 ألف                  |
| مؤشر التنمية البشرية                                      | 0.751           | 0.555                     |
| رمز المكالمات الدولي                                      | +994            | +855                      |
| رمز الإنترنت                                              | .az             | .kh                       |
| المنطقة الزمنية                                           | ت ع م+04:00     | ت ع م+07:00               |

## منظمات دولية مشتركة
يشترك البلدان في عضوية مجموعة من المنظمات الدولية، منها:
| علم المنظمة | اسم المنظمة                               | تاريخ انضمام أذربيجان | تاريخ انضمام كمبوديا |
| ----------- | ----------------------------------------- | --------------------- | -------------------- |
|             | الاتحاد البريدي العالمي                   | ?                     | ?                    |
|             | بنك التنمية الآسيوي                       | 1999                  | 1966                 |
|             | يونسكو                                    | 3 يونيو 1992          | 3 يوليو 1951         |
|             | البنك الدولي للإنشاء والتعمير             | 18 سبتمبر 1992        | 22 يوليو 1970        |
|             | وكالة ضمان الاستثمار متعدد الأطراف        | 23 سبتمبر 1992        | 1 ديسمبر 1999        |
|             | الاتحاد الدولي للاتصالات                  | 10 أبريل 1992         | 10 أبريل 1952        |
|             | منظمة الشرطة الجنائية الدولية             | ?                     | ?                    |
|             | مؤسسة التمويل الدولية                     | 11 أكتوبر 1995        | 26 مارس 1997         |
|             | الأمم المتحدة                             | 2 مارس 1992           | 14 ديسمبر 1955       |
|             | مؤسسة التنمية الدولية                     | 31 مارس 1995          | 22 يوليو 1970        |
|             | منظمة حظر الأسلحة الكيميائية              | ?                     | ?                    |
|             | المركز الدولي لتسوية المنازعات الاستشارية | 18 أكتوبر 1992        | 19 يناير 2005        |

## وصلات خارجية
- موقع وزارة الخارجية الأذربيجانية
- موقع وزارة الخارجية الكمبودية